# Torreta de Canor
La torreta de Canor es una construcción defensiva ubicada en el término municipal de Benisa, en la provincia de Alicante.

## Descripción
Se desconoce la fecha de su construcción. Se encuentra en la cima de un cerro de escasa altura, lo que le permite mantener un dominio visual sobre la zona. 
Se trata de una construcción prismática realizada en muro de tapial de planta cuadrada de unos siete metros de lado y una altura de ocho metros, con cubierta a dos aguas terminada en teja curva. Carece de elementos decorativos, siendo una construcción austera cuyo único valor era el de protección que tuvo la torre. 
En la actualidad está rodeada de diversas construcciones que conformaron un corral y una modesta vivienda.
- Datos: Q9089123
- Multimedia: Torreta de Canor / Q9089123